# کورت لیبرخت
کورت لیبرخت (به آلمانی: Kurt Liebrecht) بازیکن فوتبال و هافبک اهل آلمان شرقی بود که از سال ۱۹۶۰ میلادی عضو تیم ملی فوتبال آلمان شرقی بوده‌است. وی در ۱۶ بازی ملی حضور داشته و در بازی‌های ملی‌اش ۱ گل به ثمر رساند. کورت لیبرخت آخرین بازی ملی خود را در سال ۱۹۶۵ میلادی انجام داد.